# Trypanidiellus decoratus
Trypanidiellus decoratus là một loài bọ cánh cứng trong họ Cerambycidae.